# 亜硫酸
亜硫酸（ありゅうさん、sulfurous acid）は、化学式 H2SO3 で表される硫黄のオキソ酸で、二酸化硫黄の水溶液中に存在するとされる酸である。分子量 82 。酸性雨に含まれる物質の1つである。
遊離酸は不安定なため単離できない。古くは水溶液としては存在するとされていたが、ラマンスペクトルにおいて (HO)2SO という構造を持つ化合物が全く検出されないことから、実際には水溶液中での平衡は以下のようなものであると考えられている。
{\displaystyle {\ce {SO2\ + H2O <=> H^+\ + HSO3^-}}}
この反応の平衡定数は K1 = 1.3 × 10−2 である。また、水溶液中では、亜硫酸水素イオンは2量化した構造との平衡にある。
{\displaystyle {\ce {2HSO3^-\ <=> O2S-SO3^{2-}\ + H2O}}}
亜硫酸イオンは溶存酸素と反応し、硫酸イオンとなる。
{\displaystyle {\ce {2SO3^{2-}\ + O2\ <=> 2SO4^{2-}}}}

## 塩
Category:亜硫酸塩も参照
亜硫酸の塩は安定である。この性質は炭酸に似ている。水溶液中では溶存酸素と反応するため、脱酸素剤として利用されている。
- 亜硫酸アンモニウム ((NH4)2SO3)
- 亜硫酸カリウム (K2SO3)
- 亜硫酸カルシウム (CaSO3)
- 亜硫酸水素カルシウム (Ca(HSO3)2)
- 亜硫酸水素ナトリウム (NaHSO3)
- 亜硫酸ナトリウム (Na2SO3)
- 亜硫酸バリウム (BaSO3)
- 亜硫酸マグネシウム (MgSO3)
- 亜硫酸鉄 (FeSO3)

結晶構造およびラマンスペクトルから、亜硫酸水素イオンには水素原子が硫黄原子についた構造 (H−SO−
3)と水素が酸素原子についた構造(HO-SO−
2)の異性体が存在し、溶液中では相互変換により両者の比率が温度に依存して変化することが明らかとなっている。